# Hengelsbach
Die Hengelsbach ist ein 1,9 km langer, orografisch rechter Nebenfluss der Möhne an der Grenze der nordrhein-westfälischen Brilon und Rüthen, Deutschland.

## Geographie
Der Bach entspringt am Schnadestein an der Dinkboke im Sattel zwischen dem Streitberg und dem nordwestlich gelegenen unbenannten Berg auf einer Höhe von 423 m ü. NN. Nach Südwesten abfließend bildet der Bach zunächst die Grenze zwischen Brilon und Rüthen. Im Mittellauf durchfließt der Bach das Naturschutzgebiet Hengelsbach. Nach einem Weg von 1,9 km mündet der Bach südöstlich von Heidberg auf 379 m ü. NN rechtsseitig in die Möhne.
Bei einem Höhenunterschied von 89 m beträgt das mittlere Sohlgefälle 46,8 ‰. Das etwa 1,12 km² große Einzugsgebiet wird über Möhne, Ruhr und Rhein zur Nordsee entwässert.